# Премія Гільдії кіноакторів США (2024)
30-та щорічна церемонія вручення премії Гільдії кіноакторів США, яка відзначає найкращі досягнення в галузі кіно і телебачення за 2023 рік, відбулась 24 лютого 2024 року в Shrine Auditorium and Expo Hall у Лос-Анджелесі, штат Каліфорнія. Церемонія вперше транслюватиметься наживо на Netflix. Номінантів було оголошено 10 січня 2024 року Кумейлом Нанджані та Іссою Рей в Instagram на офіційних сторінках SAG Awards та Netflix. Церемонію вперше продюсуватиме Silent House Productions, а режисером виступить Алекс Рудзінскі.
Перед оголошенням номінантів Entertainment Weekly та Гільдія кіноакторів спільно організували 14 грудня 2023 року в Лос-Анджелесі урочисту церемонію сезонного святкування Премії Гільдії кіноакторів США, яку провів City National Bank.
Барбара Стрейзанд була оголошена лауреатом премії Гільдії кіноакторів США за внесок у кінематограф 15 грудня 2023 року.

## Інформація про церемонію
Цьогорічна церемонія дебютує в прямому етері на Netflix. У січні 2023 року Netflix уклав угоду на трансляцію 11-годинного шоу після того, як його попередня угода з TBS/TNT закінчилася в травні 2022 року, але минулорічна церемонія транслювалася на YouTube-каналі Netflix, оскільки на той час Netflix все ще експериментував з прямими трансляціями.

## Номінанти та лавреати. Кіно
| Найкраща головна роль у фільмі | Найкраща головна роль у фільмі |
| Чоловіча роль | Жіноча роль |
| --- | --- |
| - Кілліан Мерфі — «Оппенгеймер» (за роль Роберта Оппенгеймера - Бредлі Купер — «Маестро» (за роль Леонарда Бернстайна) - Колман Домінго — «Растін» (за роль Байарда Растіна) - Пол Джаматті — «Залишені» (за роль Пола Ханема) - Джеффрі Райт — «Американське чтиво» (за роль Телоніуса «Монк» Еллісона)                   | - Лілі Гладстон — «Вбивці квіткової повні» (за роль Моллі Баркхарт) - Аннетт Бенінг — «Наяд» (за роль Діани Наяд) - Кері Малліган — «Маестро» (за роль Фелісії Монтеалегре) - Марго Роббі — «Барбі» (за роль Барбі) - Емма Стоун — «Бідолахи» (за роль Белли Бакстер)     |
| Найкраща роль другого плану у фільмі | |
| Чоловіча роль другого плану | Жіноча роль другого плану |
| - Роберт Дауні-молодший — «Оппенгеймер» (за роль Льюїса Штрауса) - Стерлінг К. Браун — «Американське чтиво» (за роль Кліффорда "Кліфф" Еллісона) - Віллем Дефо — «Бідолахи» (за роль доктора Годвіна Бакстера) - Роберт Де Ніро — «Вбивці квіткової повні» (за роль Вільяма Хейла) - Раян Ґослінґ — «Барбі» (за роль Кена) | - Да'Він Джой Рендольф — «Залишені» (за роль Мері Лемб) - Емілі Блант — «Оппенгеймер» (за роль Кетрін Оппенгеймер) - Даніель Брукс — «Барва пурпурова» (за роль Елізабет) - Пенелопа Крус — «Ферраі» (за роль Лори Феррарі) - Джоді Фостер — «Наяд» (за роль Бонні Столл) |
| Найкращий акторський склад в ігровому кіно | |
| - «Оппенгеймер» - «Американське чтиво» - «Барбі» - «Барва пурпурова» - «Вбивці квіткової повні» | |
| Найкращий каскадерський ансамбль в ігровому кіно | |
| - «Місія неможлива: Розплата. Частина перша» - «Барбі» - «Вартові галактики 3» - «Індіана Джонс і реліквія долі» - «Джон Уік 4» | |

## Номінанти та лавреати. Телебачення
| Найкраща роль у телефільмі або мінісеріалі | Найкраща роль у телефільмі або мінісеріалі |
| Чоловіча роль | Жіноча роль |
| --- | --- |
| - Стівен Йон — «Сварка» (Netflix) (за роль Денні Чо) - Меттью Бомер — «Попутники» (Showtime) (за роль Гоукінса «Яструба» Фуллера) - Джон Гемм — «Фарґо» (FX) (за роль Роя Тілмана) - Девід Оєлово — «Законники: Басс Рівз» (Paramount+) (за роль Басса Рівза) - Тоні Шалуб — «Остання справа містера Монка: Фільм про монаха» (Peacock) (за роль Адріана Монк) | - Елі Вон — «Сварка» (Netflix) (за роль Емі Лау) - Узо Адуба — «Таблетка від болю» (Netflix) (за роль Еді Флауерз) - Кетрін Ган — «Маленькі прекрасні речі» (Hulu) (за роль Клер Пірс) - Брі Ларсон — «Уроки хімії» (Apple TV+) (за роль Елізабет Зотт) - Бел Паулі — «Маленьке світло» (National Geographic Channel) (за роль Міп Гіс)                                       |
| Найкраща роль у драматичному серіалі | |
| Чоловіча роль | Жіноча роль |
| - Педро Паскаль — «Останні з нас» (HBO) (за роль Джоела Міллера) - Браян Деніс Кокс — «Спадкоємці» (HBO) (за роль Логана Роя) - Біллі Крудап — «Ранкове шоу» (Apple TV+) (за роль Корі Еллісон) - Кіран Калкін — «Спадкоємці» (HBO) (за роль Романа Роя) - Меттью Макфедьєн — «Спадкоємці» (HBO) (за роль Тома Вамбсганса)                                     | - Елізабет Дебікі — «Корона» (Netflix) — за роль Діани, принцеси Уельської - Дженніфер Еністон — «Ранкове шоу» (Apple TV+) (за роль Алекс Леві) - Белла Рамзі — «Останні з нас» (HBO) (за роль Еллі) - Кері Рассел — «Дипломатка» (Netflix) (за роль Кейт Вайлер) - Сара Снук — «Спадкоємці» (HBO) (за роль Шивони Рой)                                                       |
| Найкраща роль у комедійному серіалі | |
| Чоловіча роль | Жіноча роль |
| - Джеремі Аллен Вайт — «Ведмідь» (FX) (за роль Кармена «Кермі» Берзатто) - Бретт Ґолдштейн — «Тед Лассо» (Apple TV+) (за роль Роя Кента) - Білл Хейдер — «Баррі» (HBO) (за роль Баррі Беркмена) - Ебон Мосс-Бакрак — «Ведмідь» (FX) (за роль Річарда «Річі» Джеримовича) - Джейсон Судейкіс — «Тед Лассо» (Apple TV+) (за роль Теда Лассо)                     | - Айо Едебірі — «Ведмідь» (FX) (за роль Сідней Адам) - Алекс Борштейн — «Дивовижна місіс Мейзел» (Prime Video) (за роль Сюзі Майєрсон) - Рейчел Броснаген — «Дивовижна місіс Мейзел» (Prime Video) (за роль Міріам «Мідж» Мейзел) - Квінта Брансон — «Початкова школа Ебботт» (АВС) (за роль Джанін Тіг) - Ганна Ваддінгем — «Тед Лассо» (Apple TV+) (за роль Ребекки Велтон) |
| Найкращий акторський склад у драматичному серіалі | |
| - «Спадкоємці» (HBO) - «Корона» (Netflix) - «Позолочене століття» (HBO) - «Останні з нас» (HBO) - «Ранкове шоу» (Apple TV+) | |
| Найкращий акторський склад у комедійному серіалі | |
| - «Ведмідь» (FX on Hulu) - «Початкова школа Ебботт» (АВС) - «Баррі» (HBO) - «Вбивства в одній будівлі» (Hulu) - «Тед Лассо» (Apple TV+) | |
| Найкращий каскадерський ансамбль у телесеріалі | |
| - «Останні з нас» (HBO) - «Асока» (Disney+) - «Баррі» (HBO) - «Сварка» (Netflix) - «Мандалорець» (Disney+) | |